# Florange
 Florange  es una población y comuna francesa, en la región de Lorena, departamento de Mosela, en el distrito de Thionville-Ouest y cantón de Florange.

## Historia
Los señores de la villa eran aliados franceses, por lo que en 1521 durante la guerra italiana, fue tomada y desmantelada su fortaleza por orden de Carlos V. La población quedó en manos del Ducado de Luxemburgo español, pasando a Francia en 1659 mediante el tratado de los Pirineos.
En 1871 se incluyó en el alemán territorio Imperial de Alsacia y Lorena. Devuelta a Francia en noviembre de 1918, fue de nuevo ocupada por Alemania entre junio de 1940 y el 11 de septiembre de 1944.

## Demografía
| 14 270 | 12 543 | 12 446 | 11 766 | 11 304 | 10 778 |
| Para los censos de 1962 a 1999 la población legal corresponde a la población sin duplicidades (Fuente: INSEE [Consultar]) |        |        |        |        |        |